# Ozonólisis
Una ozonólisis es la reacción de un alqueno (también llamado olefina) con una molécula de ozono. 

## Historia
Se atribuye el descubrimiento de la reacción de ozonólisis a Carl Dietrich Harries en 1903. Se utilizaba a gran escala para localizar la posición de los dobles enlaces de los compuestos etilénicos en las moléculas orgánicas. Actualmente, las técnicas espectroscópicas permiten análisis más potentes con cantidades de producto más pequeñas y sin destrucción. Esta reacción sirve para transformar los alquenos en cetona/ aldehído/ácido carboxílico en síntesis orgánica.

## Mecanismo
Una molécula de ozono se liga a los carbonos de un doble enlace carbono-carbono para dar lugar a un monoozónido u ozónido primario. Este ozónido, muy inestable, se escinde en dos moléculas que reaccionan entre sí para dar una ozónido secundario.
El ozónido, de carácter explosivo, se trata en general alrededor de -80 °C (193 K), y se separa en dos cetonas o aldehídos, según los sustituyentes iniciales del alqueno, y un átomo de oxígeno (que podrá reaccionar con los otros productos de la reacción, si no es capturado por ejemplo con dimetil sulfuro que dará dimetil sulfóxido (DMSO).
Las reacciones son o bien de reducción, con catalizadores de tipo hidrógeno H2 o platino Pt (metal), o de oxidación con peróxido de hidrógeno o agua oxigenada, H2O2.

## Precauciones
El ozono es un compuesto bastante peligroso. Por una parte es tóxico, y por otras es explosivo. Por tanto hay que utilizar una campana de extracción bien ventilada y captar los efluentes a la fuente para su eliminación. Por otra parte, teniendo en cuenta su carácter explosivo, hay que evitar una alta concentración de ozono y por tanto evitar enfriar demasiado el medio de reacción ya que aumenta la solubilidad del ozono en el disolvente y si el ozono se licúa se produce explosión.